# Agrotis algerina
Agrotis algerina är en fjärilsart som beskrevs av Emilio Berio 1936. Agrotis algerina ingår i släktet Agrotis och familjen nattflyn. Inga underarter finns listade i Catalogue of Life.